# Denis Alexejewitsch Petrow
Denis Alexejewitsch Petrow (russisch Денис Алексеевич Петров, * 3. März 1968 in Leningrad, Sowjetunion) ist ein ehemaliger russischer Eiskunstläufer, der im Paarlauf für die Sowjetunion, die GUS und das Vereinte Team startete.
Ab 1987 startete er mit Jelena Betschke. Das Paar trainierte bei der bekannten russischen Paarlauftrainerin Tamara Moskwina. 1989 gewannen sie in Paris bei ihrer ersten Weltmeisterschaft auf Anhieb die Bronzemedaille. 1991 und 1992 wurden sie Vize-Europameister und 1992 auch die letzten sowjetischen Paarlaufmeister. Der größte Erfolg des Paares war der Gewinn der Silbermedaille bei den Olympischen Spielen 1992 hinter ihren Landsleuten Natalja Mischkutjonok und Artur Dmitrijew.
Nach diesem Erfolg traten sie vom Amateursport zurück und wechselten zu den Profis. Dort wurden sie, nachdem sie von 1992 bis 1995 Silber gewonnen hatten, 1996 auch Weltmeister.
Von 1990 bis 1995 waren Betschke und Petrow verheiratet. Trotz ihrer Scheidung starteten sie immer noch gemeinsam bei den Profis, unter anderem bei der Eisrevue Stars on Ice. Zwar trat seine Partnerin Betschke 2000 auch vom Profisport zurück, doch Petrow trat noch zwei weitere Jahre bei Stars on Ice auf.
Denis Petrow heiratete am 7. Juli 2005 die Chinesin Chen Lu, die Eiskunstlaufweltmeisterin von 1995. Sie leben in der Volksrepublik China in Shenzhen in der Nähe von Hongkong und betreiben dort eine Eislaufschule. Das Paar hat einen Sohn und eine Tochter.

## Ergebnisse

### Paarlauf
(mit Jelena Betschke)
| Wettbewerb / Jahr           | 1988 | 1989 | 1990 | 1991 | 1992 |
| --------------------------- | ---- | ---- | ---- | ---- | ---- |
| Olympische Winterspiele     |      |      |      |      | 2.   |
| Weltmeisterschaften         |      | 3.   |      | 4.   | 4.   |
| Europameisterschaften       |      |      |      | 2.   | 2.   |
| Sowjetische Meisterschaften | 4.   | 4.   | 4.   | 3.   | 1.   |